# Hodl
Hodl, Hodler, ходл, ходлер — интернет-мем, сленговое наименование тех, кто покупает криптовалюты и удерживает их (не продаёт) вне зависимости от рыночной ситуации (соответствует инвестиционной стратегии «купи и держи»). Такие действия обуславливаются убеждением в перспективах глобального использования криптовалют в экономической системе мира, в том числе как замену фиатных денег
Впервые данный вариант написания появился на форуме Bitcointalk в 2013 году как опечатка в слове holding — хранение (сообщение имело заголовок «I AM HODLING.»). В контексте сообщения читатели юмористически интерпретировали HODL бэкронимом «Hold On for Dear Life» (на русский язык этот фразеологизм обычно переводят «Держать любой ценой» или «Держать из последних сил»).
В 2017 году интернет-журнал Quartz описывал термин как стратегию «оставаться инвестированным в биткойн и не капитулировать перед лицом падения цен», а сайт TheStreet.com назвал это «любимой мантрой» держателей биткойнов. Данная стратегия была рассмотрена в статье «To HODL Or Not To HODL? Value Averaging Crypto Investments: Expert Take».